# Lyndon Dykes
Lyndon Dykes, né le 7 octobre 1995 à Gold Coast, est un footballeur international écossais qui évolue au poste d'avant-centre avec Birmingham City.

## Biographie
Dykes est né à Gold Coast dans le Queensland de parents originaires de Dumfries en Écosse. Sa sœur aînée Hollie est une gymnaste médaillée d'or pour l'Australie aux Jeux du Commonwealth de 2006. Le fils de Dykes est né en Écosse.

### En club
Visitant l'Angleterre avec une équipe de jeune australienne en 2014, Dykes rend ensuite visite à ses parents à Dumfries, leur ville natale. Il y reste alors pour jouer avec l'équipe des moins de 20 ans du Queen of the South FC. Il y marque 22 buts en 14 matchs à ce niveau avant de retourner en Australie en janvier 2015.
Le 7 juin 2016, Dykes retourne en Écosse et signe pour le Queen of the South, qui avait Gavin Skelton comme manager à ce moment-là.
Le 30 janvier 2019, Dykes obtient un contrat de deux ans pour rejoindre Livingston, mais les Doonhamers concluent un accord avec le club du West Lothian pour qu'il retourne à Palmerston Park en prêt jusqu'à la fin de la saison 2018-19,.
Le 19 août 2020, Dykes signe un contrat de quatre ans avec le club anglais des Queens Park Rangers pour un montant de 2 000 000 £.  

### En sélection
Le 25 août 2020, Dykes est nommé dans le groupe de la sélection écossaise pour la première fois, faisant ses débuts internationaux contre Israël en Ligue des nations de l'UEFA le 4 septembre 2020.
Avec l'Écosse, il s'impose comme un des éléments centraux de l'équipe qui ira au bout de la qualification pour l'Euro 2020,, dans ce qui constitue un exploit majeur pour une nation qui n'avait plus connu de tournois majeur depuis plus de 20 ans,.
Dykes est retenu dans la liste des vingt-six joueurs écossais sélectionnés par Steve Clarke pour disputer l'Euro 2020. 

## Palmarès

### En club
- Champion de League One en 2024-25 avec Birmingham City.